# Perlesta placida
Perlesta placida és una espècie d'insecte plecòpter pertanyent a la família dels pèrlids.

## Descripció
- Les larves de les femelles són més grosses que les dels mascles.[6]

## Alimentació
Les larves més joves es nodreixen bàsicament de detritus, mentre que les més grans són carnívores i mengen larves de quironòmids, tot i que llur dieta també inclou simúlids, Choroterpes mexicanus i Hydropsyche simulans.

## Distribució geogràfica
Es troba a Nord-amèrica: Alabama, Massachusetts, el Districte de Colúmbia, Florida, Geòrgia, Louisiana, Maryland, Maine, Mississipi, Carolina del Nord, Pennsilvània, Texas i Virgínia, incloent-hi el riu Ohio.